# Chung Tấn Cang
L'amiral Chung Tấn Cang, né le 22 juillet 1926 à Gia Định et mort le 24 janvier 2007 à Bakersfield, est le commandant de la marine de la République du Vietnam entre 1963 et 1965.
Chung Tân Cang prend ses fonctions en novembre 1963 après que son prédécesseur Hồ Tấn Quyền, loyal à Ngo Dinh Diem, ait été exécuté lors du coup d'État de novembre 1963 qui a conduit à l' éviction et à l'exécution de Ngô Đình Diệm. Il est connu comme membre du « Groupe des Jeunes Généraux » qui a joué un rôle important dans la politique de la République du Vietnam de 1964 à 1967.

## Biographie
Chung Tân Cang est né dans une famille catholique aisée. Deux de ses oncles sont prêtres. Il a trois frères dont deux font carrière dans l'armée Sud-Vietnamienne. Il fait ses études à Saïgon où il obtient son baccalauréat en 1945.

### Au sein de la Junte
Après son coup d'état  de janvier 1964, pour consolider son pouvoir, le général Nguyên Khanh  nomme plusieurs jeunes colonels au grade de général de brigade dont Chung Tân Cang.
Après l'échec de la tentative de coup d'État du général Duong Van Duc en septembre 1964, Chung Tân Cang apparait au sein du « Groupe des jeunes généraux » à une conférence de presse où ils proclament l'unité de l'armée sud-vietnamienne. Ils lisent une résolution des forces armées, revendiquant un front uni contre la corruption,, promettant de combattre les communistes et de retirer leurs sympathisants de la fonction publique, et insistant sur le fait qu'il n'y avait pas eu de tentative de coup d'État.
Lors du coup d'état de décembre 1964, le « Groupe des jeunes généraux » de la junte militaire joue un rôle de premier plan dans l'arrestation des membres du « Haut Conseil national », un organe consultatif civil, et sa dissolution. Cela  conduit à une réaction hostile de l'ambassadeur américain Maxwell D. Taylor, car son gouvernement veut une présence civile dans les prises de décision afin d'assurer la stabilité politique du Sud-Vietnam. Il s'ensuit un échange verbal houleux entre le diplomate et les jeunes généraux Nguyễn Cao Kỳ, Nguyen Chanh Thi, Nguyễn Văn Thiệu et Chung Tân Cang. Les généraux ont maintenu leur décision,,,,,,.
Cependant, les relations entre Nguyên Khanh et Maxwell D. Taylor continuent de se détériorer. Au cours de la première semaine de février 1965, Maxwell D. Taylor annonce que les États-Unis « ne soutiennent en aucune façon le général Khánh ni ne le soutenaient de quelque manière que ce soit  ».
Il envoie ensuite un câble à Washington désignant comme remplaçant possible de  Nguyên Khanh, les généraux Thiệu, Nguyen Huu Co, et Chung Tan Cang. Un rapport du département américain de la Défense décrit Chung Tan Cang comme « un bon leader anticommuniste; amical envers les États-Unis ».
L'encouragement de  Maxwell D. Taylor à un coup d'État n'est pas un secret et a pour effet secondaire indésirable d'accélérer les tentatives de prise du pouvoir de la part de personnalités non favorable à Washington. Les généraux  Kỳ, Thiệu, Có et Cang ne sont pas encore prêts à organiser un coup d'État, et leurs préparatifs sont bien en retard sur ceux de l'agent communiste non détecté, le colonel Pham Ngoc Thao.
Lorsque le coup d'État est lancé par Pham Ngoc Thao, le 19 février, les forces rebelles encerclent le quartier général de la marine situé sur la rivière Saigon, apparemment dans le but de capturer Chung Tan Cang. Cependant, ils échouent et ce dernier déplace la flotte à Nhà Bè, un port en aval sur la rivière Saigon, pour empêcher les rebelles de s'emparer des bateaux.
La tentative de coup d'État de Thao et Phat échoue, mais au milieu de l'instabilité, la junte restante force  Nguyên Khanh à s'exiler.